# Ágios Geórgios (plateau du Lassíthi)
Ágios Geórgios, en grec moderne : Άγιος Γεώργιος, est un village du plateau du Lassíthi, dème d'Ierápetra, dans le district régional de Lassíthi, de la Crète, en Grèce. Selon le recensement de 2011, la population d'Ágios Geórgios compte 490 habitants.
Le village est situé à une altitude de 837 m, à une distance de 45 km d'Ágios Nikólaos et à 60 km de Héraklion.

## Recensements de la population
Jusqu'au recensement de 1940, il y avait deux localités distinctes sur le site de l'actuel Ágios Geórgios : Plathianós (Πλαθιανός) et Ágios Geórgios ou Kàto Chorió (Κάτω Χωριό - en français : Bas village), qui ont été officiellement fusionnées par un décret législatif de 1944. Lors du recensement de 1951 elles sont enregistrés comme une seule localité. La population du village, pour les recensements avant 1951, enregistre la somme des habitants des deux anciennes localités (qui constituaient alors la communauté d'Ágios Geórgios), qui à partir de 1944 ont fusionné en une seule.
| Recensements | 1900 | 1920 | 1928 | 1940 | 1951 | 1961 | 1971 | 1981 | 1991 | 2001 | 2011 |
| ------------ | ---- | ---- | ---- | ---- | ---- | ---- | ---- | ---- | ---- | ---- | ---- |
| Population   | 900  | 990  | 1062 | 1300 | 1312 | 1246 | 1130 | 1030 | 790  | 640  | 490  |